# Melrose (Wisconsin)
Melrose é uma vila localizada no estado norte-americano de Wisconsin, no Condado de Jackson.

## Demografia
Segundo o censo norte-americano de 2000, a sua população era de 529 habitantes.
Em 2006, foi estimada uma população de 501, um decréscimo de 28 (-5.3%).

## Geografia
De acordo com o United States Census Bureau tem uma área de
2,1 km², dos quais 2,0 km² cobertos por terra e 0,1 km² cobertos por água. Melrose localiza-se a aproximadamente 226 m acima do nível do mar.

## Localidades na vizinhança
O diagrama seguinte representa as localidades num raio de 28 km ao redor de Melrose.